# Haus Schloßstraße 14 (Dresden)

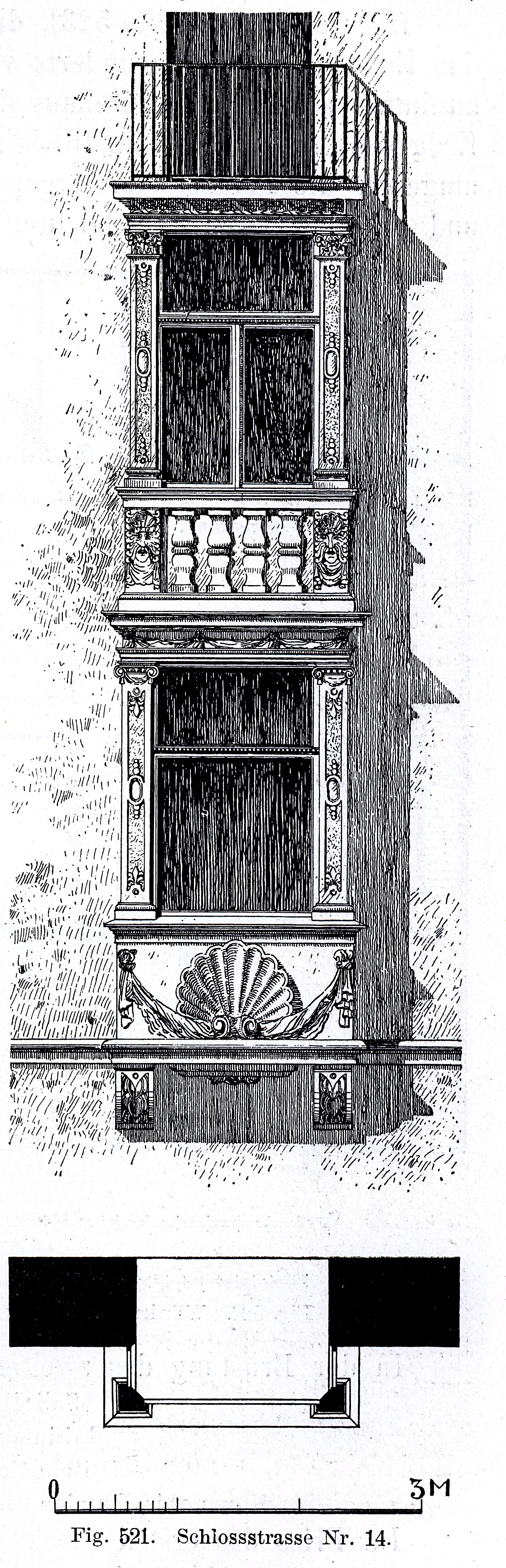
Dresden, Schloßstraße 14, Erker

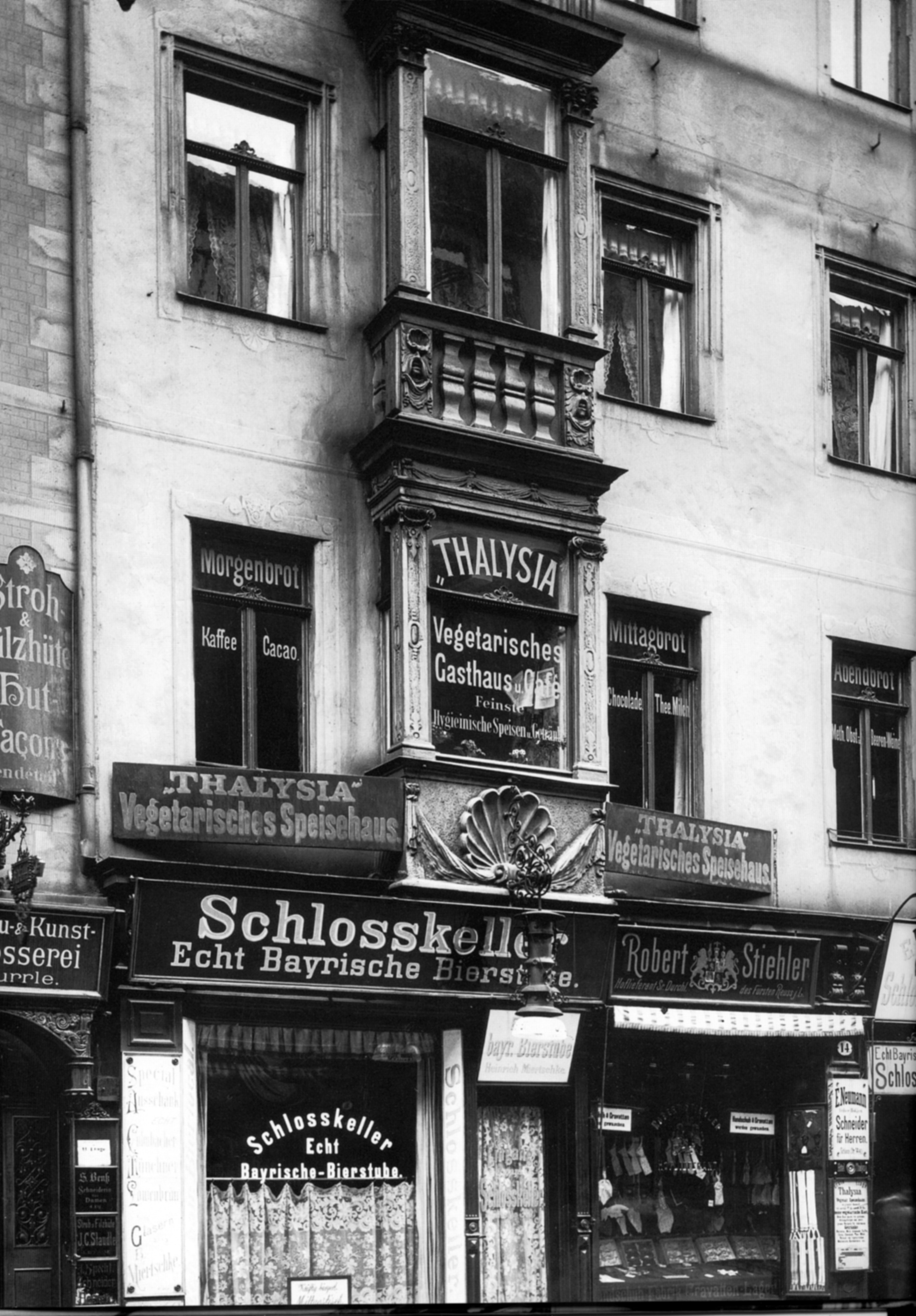
Dresden, Schloßstraße 14 (Aufnahme um 1900).

Das Haus Schloßstraße 14 war ein Wohngebäude in Dresden. Das Gebäude wurde vermutlich im ersten Drittel des 16. Jahrhunderts erbaut und 1945 bei den Luftangriffen auf Dresden zerstört.

## Geschichte
Besitzer war von 1655 bis 1681 der Viertelsmeister Paul Brückner, dann die Ehefrau des kurfürstlichen Kammeraktuars Adami. Später, von 1799 bis 1807, gehörte es dem Hofjuwelier August Gotthelf Globig.
Um 1900 befand sich im Erdgeschoss des Hauses eine Buchhandlung und im ersten Stock das vegetarische Restaurant „Thalysia“. 1904 wurde in einem Artikel in der Deutschen Goldschmiede-Zeitung beklagt, dass sich in dem Haus Schloßstraße 14, „also in der frequentesten Gegend“, eine Handlung namens „Rands American Diamond Palace“ niedergelassen habe.

## Beschreibung
Der Kunsthistoriker Cornelius Gurlitt sieht als Baudatum das erste Drittel des 16. Jahrhunderts. Indizien seien die spätgotischen Fenstergewände. Um 1660 wurde der zweigeschossige hölzerne Erker errichtet. Die Pfeilergewände waren mit Flachreliefs geschmückt. Die Kapitelle waren im ersten Obergeschoss von ionischer Ordnung. Im zweiten Obergeschoss waren diese von korinthischer Ordnung. Auf der Brüstung des Erkers im ersten Obergeschoss befand sich ein Muschelornament mit qualitätsvoll gearbeiteten Stoffgehängen. Fratzenplastiken befanden sich auf den Eckpostamenten des Erkers im zweiten Obergeschoss. Die Schäfte der Pilaster waren durch zierliche Renaissance-Ornamente gegliedert.  Ende des 18. Jahrhunderts wurde der ursprünglich viergeschossige Bau um eine Etage aufgestockt.
Stefan Hertzig beschreibt, dass Ornamente im niederländischen Stil Dresdner Erker im 17. Jahrhundert geschmückt hätten, auch den des Hauses Schloßstraße 14.